# 스위스컴
스위스컴 AG(Swisscom AG)은 스위스의 주요 통신사업자이다. 스위스 포스트와 함께, 국유 회사였던 PTT의 후신이다. 2만 명 이상의 인력에 연매출 100억 달러를 자랑하는 통신 분야의 선두 주자이다. 스위스컴은 세계에서 가장 고음질의 통화 서비스를 제공하는 동시에 세계 최대의 1인당 국제 통화량을 보유한 통신회사이다. 이 회사는 또한 유럽 최초로 디지털 통신망을 구축한 선두 주자로서 경쟁사보다 한발 앞서 다양한 첨단 디지털 음성 및 데이터 통신 솔루션을 고객에게 제공했다.

## 역사
1852년에 설립되었던 예전의 국유 회사 PTT(Post, Telegraph, Telephone)는 1988년부터 단계적으로 민영화되었고 1997년 10월 특별한 법적 지위를 가지는 상장 유한회사가 되었다. 스위스 연방 정부는 현재도 주식의 51%를 소유하고 있다. 스위스의 통신회사법은 외부의 지분 참여를 49.9%로 제한하고 있다.
스위스컴은 2007년 12월 14일 새로운 비주얼 아이덴티티를 발표하였다. 예전의 스위스컴 픽스넷, 스위스컴 모바일, 스위스컴 솔루션의 서브 브랜드를 2008년 1월 1일 중단하였다. 새로운 아이덴티티는 스위스와 통신산업을 위한 혁신을 표현하는 동적인 요소를 포함한 재디자인된 로고를 포함한다.